# Best Day of My Life
«Best Day of My Life» —en español: «El mejor día de mi vida»— es una canción de la banda de pop rock estadounidense American Authors. La canción fue escrita por los miembros de la banda Zac Barnett, Dave Rublin, Matt Sánchez, y James Adam Shelley, junto con los productores Aaron Accetta y Shep Goodman. «Best Day of My Life» fue grabada originalmente para el lanzamiento como sencillo por Mercury Records e Island Records el 19 de marzo de 2013, y más tarde apareció como la segunda pista en tercera extended play American Authors y la tercera canción en su debut de estudio álbum, Oh, What a Life.

## Antecedentes
La carátula del sencillo de «Best Day of My Life» tiene características individuales de una fotografía de los rascacielos de Midtown Manhattan, con el Empire State Building en el centro de la toma, de Brooklyn mirando al norte. La fotografía se sobrescribe con el logotipo de American Authors en la parte mayor de la fotografía y las palabras «American Authors», con «Best Day of My Life», escrito debajo de ella.

## Uso en los medios
En los medios, la canción ha aparecido en comerciales de televisión para la tienda para el hogar Lowe's de Estados Unidos que fue transmitido durante Superbowl, fabricante de automóviles Hyundai en Reino Unido y Francia y proveedor de servicios de comunicaciones Telecom New Zealand en Nueva Zelanda. La canción, además, aparece en la secuencia de apertura para la cobertura de ESPN de World Series of Poker de 2013 y aparece en el tráiler de la película de Touchstone Pictures Delivery Man de 2013, así como el tráiler de La vida secreta de Walter Mitty. También se utiliza en los anuncios Centre Parcs en Reino Unido a principios de 2014. La canción fue interpretada por Blaine Anderson (Darren Criss) y Sam Evans (Chord Overstreet) en el episodio de Glee «New New York». La canción también ha sido utilizado en el episodio de The Vampire Diaries donde Katherine se despierta como Elena. NHL on NBC ha estado utilizando esta canción como tema musical para Stanley Cup Playoffs de 2014.
En Argentina se está usando en el Video Institucional del canal de televisión América y en Sony Entertainment Televisión Latinoamérica se usa en el bumper promocional de la nueva imagen corporativa del canal.
También aparece en el Videojuego Pro Evolution Soccer 2015.

## Video musical
El video musical fue lanzado el 18 de octubre de 2013 a través de YouTube. El video fue filmado en Brooklyn, Nueva York. Representa a un hombre de participar en diversas actividades con un gran monstruo peludo como beber en un bar, jugar al baloncesto, mirando el puente de Brooklyn, hacerse tatuajes a juego, visitar un club de estriptis, y yendo a un parque infantil. Al final del video se revela que el monstruo es su amigo imaginario y el camarero encuentra una foto de los dos.
El otro video musical empieza con la hora 1 P.M.El videotrata sobre un Bulldog que sus dueños lo sacan a pasear en su auto, lo bañan en una minipiscina y celebrando con un pastelito y una vela con el número 1 mientras pasan las horas. Al final la hora retrocede (11 A. m.) y muestran que en la mañana del mismo día se estaba firmando un contrato de adopción del perro

## Lista de canciones
Descarga digital

| Digital download |                       |                                                                                            |                  |          |  |
| N.º              | Título                | Escritor(es)                                                                               | Productor(es)    | Duración |  |
| 1.               | «Best Day of My Life» | Aaron Accetta, Zachary Barnett, Shep Goodman, David Rublin, Matthew Sánchez, James Shelley | Accetta, Goodman | 3:14     |  |

## Personal
Adaptado de la libreta de notas Oh, What a Life.
|  | American Authors - Zac Barnett – voz principal, guitarra - James Adam Shelley – guitarra principal, banjo - Dave Rublin – bajo - Matt Sanchez – tambor | Personal Técnico - Aaron Accetta - producción - Michael Goodman - producción |

## Posicionamiento
| Lista (2013–14)                             | Mejor posición |
| ------------------------------------------- | -------------- |
| Australia (ARIA)                            | 10             |
| Austria (Ö3 Austria Top 40)                 | 20             |
| Bélgica (Flandes) (Ultratop 50)             | 36             |
| Bélgica (Valonia) (Ultratip Bubbling Under) | 15             |
| Canadá (Canadian Hot 100)                   | 5              |
| República Checa (Rádio Top 100)             | 21             |
| Alemania (Media Control AG)                 | 34             |
| Irlanda (IRMA)                              | 28             |
| Japón (Japan Hot 100)                       | 95             |
| Mexico Ingles Airplay (Billboard)           | 1              |
| Países Bajos (Mega Single Top 100)          | 72             |
| Nueva Zelanda (Recorded Music NZ)           | 13             |
| Polonia (Polish Airplay Top 100)            | 8              |
| Escocia (Scottish Singles Sales Chart)      | 15             |
| Eslovaquia (Rádio Top 100)                  | 17             |
| Suecia (Sverigetopplistan)                  | 10             |
| Suiza (Schweizer Hitparade)                 | 65             |
| Reino Unido (UK Singles Chart)              | 17             |
| Estados Unidos (Billboard Hot 100)          | 11             |
| Estados Unidos (Adult Contemporary)         | 2              |
| Estados Unidos (Adult Top 40)               | 1              |
| Estados Unidos (Mainstream Top 40)          | 4              |

| Listas (2013)                 | Posición |
| ----------------------------- | -------- |
| US Hot Rock Songs (Billboard) | 77       |

| Lista (2014)                           | Posición |
| -------------------------------------- | -------- |
| Australia (ARIA)                       | 58       |
| Canada (Canadian Hot 100)              | 24       |
| Italy (FIMI)                           | 65       |
| Sweden (Sverigetopplistan)             | 24       |
| US Billboard Hot 100                   | 31       |
| US Hot Rock Songs (Billboard)          | 5        |
| US Adult Alternative Songs (Billboard) | 22       |
| US Adult Contemporary (Billboard)      | 4        |
| US Adult Top 40 (Billboard)            | 1        |
| US Mainstream Top 40 (Billboard)       | 28       |

## Historial de lanzamientos
| País           | Fecha                  | Formato                              | Discográfica                    |
| -------------- | ---------------------- | ------------------------------------ | ------------------------------- |
| Estados Unidos | 19 de marzo de 2013    | Descarga digital                     | Mercury Records                 |
| Estados Unidos | 20 de agosto de 2013   | Modern rock radio                    | Mercury Records, Island Def Jam |
| Estados Unidos | 26 de agosto de 2013   | Hot adult contemporary radio         | Mercury Records, Island Def Jam |
| Estados Unidos | 3 de diciembre de 2013 | Radio hit contemporáneo              | Island Def Jam                  |
| Reino Unido    | 7 de marzo de 2014     | Descarga digital (Gazzo remix)       | Island Def Jam                  |
| Estados Unidos | 7 de marzo de 2014     | Descarga digital (Gazzo remix)       | Island Def Jam                  |
| United Kingdom | 29 de abril de 2014    | Descarga digital (Just a Gent remix) | Island Def Jam                  |
| Estados Unidos | 29 de abril de 2014    | Descarga digital (Just a Gent remix) | Island Def Jam                  |
| Alemania       | 9 de mayo de 2014      | Compact disc                         | Island Records                  |